# Hypanthidium cacerense
Hypanthidium cacerense är en biart som beskrevs av Urban 1997. Hypanthidium cacerense ingår i släktet Hypanthidium och familjen buksamlarbin. Inga underarter finns listade i Catalogue of Life.